# Yves St-Arnaud
Pour les articles homonymes, voir St-Arnaud.
 (septembre 2018).
Si vous disposez d'ouvrages ou d'articles de référence ou si vous connaissez des sites web de qualité traitant du thème abordé ici, merci de compléter l'article en donnant les références utiles à sa vérifiabilité et en les liant à la section « Notes et références ».
Yves St-Arnaud, né le 10 mai 1938, est un psychologue québécois et professeur émérite de l’université de Sherbrooke.

## Biographie
Il a un doctorat en psychologie de l’université de Montréal. Il travaille à partir de 1969 à l’université de Sherbrooke où il dirige le département de psychologie.
En 1984, il séjourne à l’université Harvard et au MIT, comme professeur invité par Chris Argyris et comme participant à un séminaire avec Donald Schön, pour approfondir la méthode de science action. À la suite de ce séjour, il propose le concept de praxéologie et en élaborant un modèle des relations professionnelles basé sur l’autorégulation et la coopération.
Yves St-Arnaud prend sa retraite académique en 2001 et est admis comme professeur émérite de l'université en 2002.

## Distinctions
Il reçoit le mérite annuel de l’Ordre des psychologues du Québec (1984), la médaille d’argent de la Société d’encouragement au progrès (1996), le mérite annuel de la Société québécoise de psychologie du travail et des organisations (2002) et un doctorat honoris causa de l’université du Québec à Montréal (2002).

## Activités éditoriales
Il publie en 1974 « La personne humaine », dans lequel il présente un modèle descriptif de la personne qui s’inscrit dans le courant de la psychologie perceptuelle. En 1973 il crée le Laboratoire de recherche sur le groupe optimal (LRGO) qui donnera lieu à la publication, en 1978, du livre « Les petits groupes ».
Yves St-Arnaud s’associe à Maurice Payette et Robert Lescarbeau pour créer un modèle intégré d’interventions en relations humaines, qui sera présenté dans le livre « Profession : consultant ».
Dans son livre Je crois sans Dieu : parcours d'un psychologue en quête de sens (2010), il présente son credo personnel. Il aborde ainsi d'emblée le domaine des croyances en continuité avec ses travaux praxéologiques dont un des principes est que l'action précède le savoir. Il évoque plusieurs options.
Dans son livre Vivre sans savoir : invitation à un dialogue entre croyants et non-croyants (2012), il évoque le partage et le dialogue dans le domaine des questions sans réponses évidentes (comme celles de l'existence de Dieu ou de l'origine du monde). Le livre présente ensuite trois conditions préalables à un tel dialogue soit 1) être intéressé 2) être ouvert à la divergence 3) renoncer à tout lieu d'arbitrage.
Il publie en 2018 Le Dieu de Tobie, sous le pseudonyme de Raphaël Thomas, livre par lequel il souhaite lancer un dialogue avec des chrétiens à travers un roman dont le protagoniste principal redéfinit dix thèmes propres à la doctrine chrétienne en en donnant une vision modifiée.

### Publications
- (1974, 2004) La personne humaine. Éditions de l'Homme.
- (1978, 2005) J'aime: essai sur l'expérience d'aimer, Montréal: Éditions de l’homme
- (1978, 1989) Les petits groupes. Participation et communication. Montréal : Presses de l'Université de Montréal : Éditions du CIM.
- (2008) Les petits groupes. 3e édition. Montréal: Gaëtan Morin éditeur.
- (1979) Psychologie, modèle systémique, Montréal: Les Presses de l'Université de Montréal
- (1982) La personne qui s'actualise, Montréal: Gaëtan Morin éditeur.
- (1983) Devenir autonome, Montréal: Le Jour, Editeur
- (1992) Connaitre par l’action, Montréal : Les Presses de l'Université de Montréal.
- (1996) S’actualiser par des choix éclairés et une action efficace, Montréal: Gaëtan Morin éditeur
- (1999) Le changement assisté, compétences pour intervenir en relations humaines. Montréal : Gaëtan Morin Éditeur.
- (2001) Relation d’aide et psychothérapie; le changement personnel assisté, Montréal: Gaëtan Morin Éditeur.
- (2003) L’interaction professionnelle: efficacité et coopération, 2e édition, Montréal: Les Presses de l’Université de Montréal.
- (2004) Petit code de la communication, Montréal : Les Éditions de l'Homme.
- (2007) Le psy livre, penser pour mieux vivre, Montréal: Les Éditions de l’Homme.
- (2009) L’autorégulation, pour un dialogue efficace. Montréal : Les Presses de l'Université de Montréal.
- (2010) Je crois sans Dieu. Montréal : Bellarmin.
- (2013) Comprendre et gérer sa motivation : À quoi carbure l'être humain. Montréal : Les éditions Québec Livres.

#### Ouvrages publiés en collaboration
- avec Aubry, Jean-Marie (1975), La dynamique des groupes. Montréal : CIM / Les Éditions de l'Homme.
- avec Giroux, Jocelyn (2015). L'hypothèse Dieu : débats avec les croyants. Montréal : Liber.
- avec Lescarbeau, Robert & Payette, Maurice (1990, 1996). Profession : consultant. Montréal : PUM : L'Harmattan